# Алмейда, Валдемар
Валдемар Антонио Алмейда (порт. Valdemar António Almeida; род. 9 марта 1992, Луанда) — португальский футболист, полузащитник азербайджанского клуба «Кяпаз».

## Карьера
Родился 9 марта 1992 года в Луанде, Ангола.
Сыграл 3 матча за сборную Анголы.
5 июля 2023 года подписал контракт с клубом «Сабаил». В сезоне 2023/2024 сыграл во всех играх.
С 5 сентября 2024 года выступает за «Кяпаз». Контракт действует до 30 июня 2025 года.